# Prix Walter-Carsen
Le Prix Walter-Carsen d'excellence en arts de la scène, constitue une reconnaissance du parcours exceptionnel d'artistes canadiens des arts de la scène. 
Ce prix est remis annuellement à un artiste canadien qui œuvre ou a œuvré activement et pendant une période de temps substantielle au Canada, en création ou en interprétation, dans les disciplines des arts de la scène suivantes : danse, musique et théâtre. Le Prix de 30 000 $ est attribué en un cycle de quatre années - en danse, en théâtre, en danse et en musique.
Walter Carsen, philanthrope bien connu, a établi le fonds de dotation du Prix en février 2001 en faisant un généreux don de 1,1 million de dollars au Conseil des Arts du Canada qui administre et présente le Prix. 

## Lauréats
- 2001 : Brian Macdonald, chorégraphe
- 2002 : John Murrell, dramaturge et metteur en scène
- 2004 : Veronica Tennant, danseuse étoile et metteuse en scène
- 2005 : Murray Schafer, compositeur
- 2006 : David Earle, chorégraphe
- 2007 : Judith Thompson, dramaturge
- 2008 : Margie Gillis, danseuse/chorégraphe
- 2009 : Robert Aitken, flûtiste, compositeur et chef d’orchestre
- 2010 : Peggy Baker, danseuse, chorégraphe et professeure
- 2011 : Richard Rose, directeur artistique
- 2012 : Menaka Thakkar, directrice artistique, danseuse et chorégraphe